# Korán

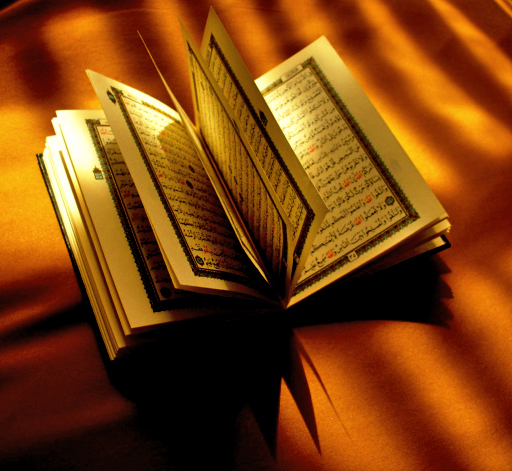
Egy nyitott Korán

A Korán az iszlám elsődleges forrása és szent könyve, az iszlám tantételei szerint Isten Mohamed prófétán keresztül kinyilatkoztatott szava, mely öröktől való. Magyar szövegekben ritkábban előfordul a régies Qurán és Alkorán alakban is. Gyakran emlegetik al-Qur'ān al-Karīm (Kegyes Korán) szószerkezetben.

## A Korán szerepe az iszlám vallásban
A Korán az iszlám szent irata. Muszlim országokban általános, hogy az iskolai tanulmányok részét képezi a Korán betéve történő megtanulása. A Koránmagyarázat (tafszír) az arab irodalom, vallás és tudomány egyik legfontosabb ágazata.

## A Korán mint szöveg

### A Korán tagolása
A Koránt 114 fejezet (szúra, eredeti jelentése: kerítés) alkotja, amelyek különbözô hosszúságú versekből (ája) állnak. A Korán összesen 6348 áját tartalmaz, illetve további 112 a szúrák elején található biszmilláh („Isten nevében”) kifejezést tartalmaz. (A 9. szúra kivételével mindegyik ezzel a 'basmala' kifejezéssel kezdődik.)
Minden szúrának saját neve van, a szúrákon belül az egyes ájákat sorszámmal jelölik. A pontos hivatkozáshoz ismerni kell, hogy mely olvasatra hivatkozik valaki, mivel egyes olvasatokban a szöveg bontása eltérő lehet. A magyar fordítások kivétel nélkül a leggyakoribb, ún. hafsz-olvasat számozását használják.
A 20. századtól kezdve a szúrák neve helyett hivatkozások gyakran használnak sorszámot a szúrák jelölésére.
A szúrák sorrendje nem fejez ki kronológiai vagy fontossági sorrendet. Az első, rövid Fatiha (Megnyitó) szúra után, a Korán elején a hosszabb, a végén a rövidebb szúrák találhatók.
A szúrákból és ájákból álló beosztás mellett számos praktikus, olvasást, recitálást, és memorizálást segítő tagolási rendszert is alkalmaznak. A Korán 30 nagyjából egyforma terjedelmű dzsuzból (rész) áll. (Ilyen módon a 30 napos Ramadán alatt napi egy dzsuz elolvasásával el lehet olvasni a teljes Koránt). Az egyes dzsuzokat gyakran két egyforma csoportra (hizb) osztják, amelyek további negyedekre oszthatók.
Létezik a Koránnak egy hetes tagolása (manazil) is. További felosztási mód a Korán nagyjából 8-10 ájából álló szemantikailag egységes részekre (ruku'at) osztása.
Hagyományos tagolás szerint a szúrák, keletkezési helyük szerint mekkai, illetve medinai szúrákra oszlanak, amelyek egyben kronológiai tagolást is kifejeznek. Ez a megosztás a szerkesztés során a sorrendben nem jelenik meg.

### Tartalom és a Korán szúrái

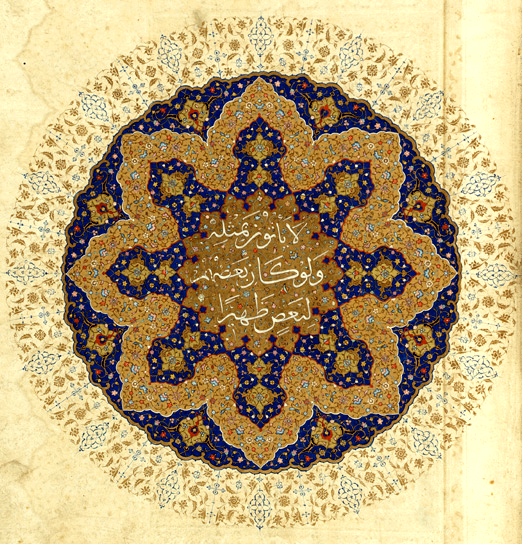
A Korán egy lapja, 16. századi iráni kézirat

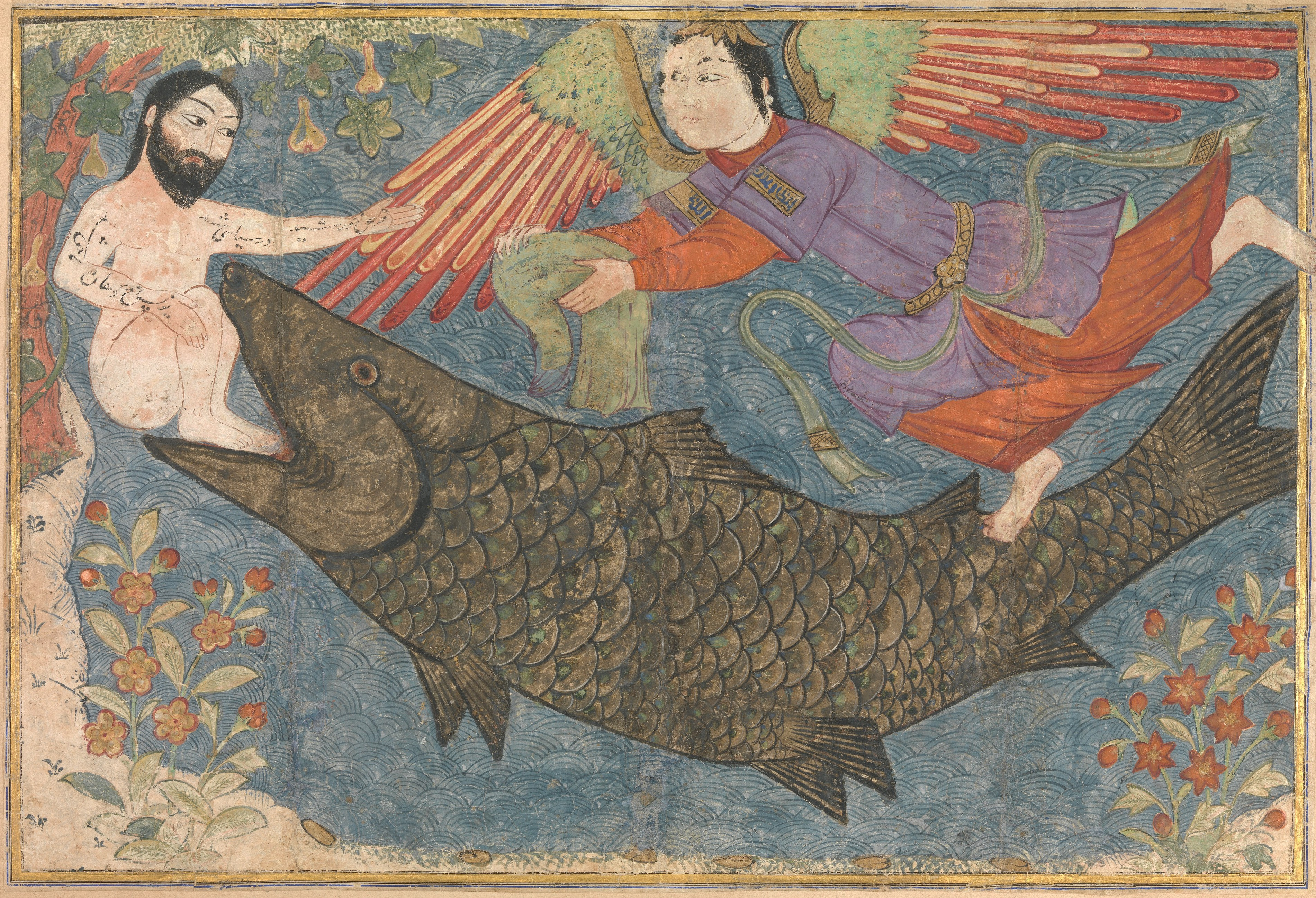
Jónás és hal, iszlám miniatűr ü.

| A mekkai szúrák                             | A medinai szúrák                           |
| ------------------------------------------- | ------------------------------------------ |
| 1. Al-Fatiha – A megnyitó                   | 2. Al-Baqarah – A tehén                    |
| 6. Al-An'am – A jószágok                    | 3. Al-Imran – Imrán nemzetsége             |
| 7. Al-A'raf – A magaslatok                  | 4. An-Nisaa – A nők                        |
| 10. Yunus – Jónás                           | 5. Al-Maidah – Az asztal                   |
| 11. Hud – Húd                               | 8. Al-Anfal – A zsákmány                   |
| 12. Yusuf – József                          | 9. At-Tawba – A megbánás                   |
| 14. Ibrahim – Ábrahám                       | 13. Ar-Ra'd – Mennydörgés                  |
| 15. Al-Hijr – Al-Hidzsr                     | 22. Al-Hajj – A zarándoklat                |
| 16. An-Nahl – A méhek                       | 24. An-Nur – A világosság                  |
| 17. Al-Israa – Az éjszakai utazás           | 25. Al-Furqan – Al-Furqán                  |
| 18. Al-Kahf – A barlang                     | 26. Ash-Shu'araa – A költők                |
| 19. Maryam – Mária                          | 27. An-Naml – A hangyák                    |
| 20. Ta-Ha – Táhá                            | 33. Al-Ahzab – A szövetségek               |
| 21. Al-Anbiyaa – A próféták                 | 47. Muhammad – Mohamed                     |
| 22. Al-Hajj – A zarándoklat                 | 48. Al-Fath – A győzelem                   |
| 23. Al-Muminun – A hívők                    | 49. Al-Hujurat – A szobák                  |
| 25. Al-Furqan – Al-Furqán                   | 55. Ar-Rahman – A Könyörületes             |
| 26. Ash-Shu'araa – A költők                 | 57. Al-Hadid – A vas                       |
| 27. An-Naml – A hangyák                     | 58. Al-Mujadila – A vita                   |
| 28. Al-Qasas – A történet                   | 59. Al-Hashr – Az összegyűjtés             |
| 29. Al-'Ankabut – A pók                     | 60. Al-Mumtahana – A próbának alávetett nő |
| 30. Ar-Rum – A bizánciak                    | 61. As-Saff – A sorok                      |
| 31. Luqman – Luqmán                         | 62. Al-Jumu'a – A péntek                   |
| 32. As-Sajda – A leborulás                  | 63. Al-Munafiqun – A képmutatók            |
| 34. Saba – Szaba                            | 64. At-Tagabun – A kölcsönös becsapás      |
| 35. Fatir – Az angyalok                     | 65. At-Talaq – A válás                     |
| 36. Ya-Sin – Yá Sín                         | 66. At-Tahrim – A tilalom                  |
| 37. As-Saffat – A fölsorakozás              | 76. Al-Insan – Az ember                    |
| 38. Sad – Szád                              | 98. Al-Baiyina – A világos bizonyíték      |
| 39. Az-Zumar – A seregek                    | 99. Al-Zalzalah – A földrengés             |
| 40. Gafir – A hívők                         | 110. An-Nasr – A győzelem                  |
| 41. Fussilat – Világos magyarázatot nyertek |                                            |
| 42. Ash-Shura – A tanácskozás               |                                            |
| 43. Az-Zukhruf – Az ékesség                 |                                            |
| 44. Ad-Dukhan – A füst                      |                                            |
| 45. Al-Jathiya – A letérdeplő               |                                            |
| 46. Al-Ahqaf – Al-Ahqáf                     |                                            |
| 50. Qaf – Qáf                               |                                            |
| 51. Az-Zariyat – A szétszórók               |                                            |
| 52. At-Tur – A hegy                         |                                            |
| 53. An-Najm – A csillag                     |                                            |
| 54. Al-Qamar – A Hold                       |                                            |
| 56. Al-Waqi'a – A bekövetkező               |                                            |
| 67. Al-Mulk – Az országlás                  |                                            |
| 68. Al-Qalam – Az írótoll                   |                                            |
| 69. Al-Haqqa – A valóra való                |                                            |
| 70. Al-Ma'arij – A felmenetel               |                                            |
| 71. Nuh – Noé                               |                                            |
| 72. Al-Jinn – A dzsinnek                    |                                            |
| 73. Al-Muzzammil – A beburkolózott          |                                            |
| 74. Al-Muddaththir – A köpenyébe burkolózó  |                                            |
| 75. Al-Qiyamat – A feltámadás               |                                            |
| 77. Al-Mursalat – Az elküldettek            |                                            |
| 78. An-Nabaa – A híradás                    |                                            |
| 79. An-Nazi'at – A szakítók                 |                                            |
| 80. 'Abasa – A homlokát ráncolta            |                                            |
| 81. At-Takwir – Ha a Nap felgöngyölödik     |                                            |
| 82. Al-Infitar – A széthasadás              |                                            |
| 83. Al-Mutaffifeen – Hamisan mérők          |                                            |
| 84. Al-Inshiqaq – A szétszakadás            |                                            |
| 85. Al-Buruj – A tornyok                    |                                            |
| 86. At-Tariq – Az éjszakai látogató         |                                            |
| 87. Al-A'la – A Legmagasztosabb             |                                            |
| 88. Al-Gashiya – A mindent beborító         |                                            |
| 89. Al-Fajr – A hajnal                      |                                            |
| 90. Al-Balad – A város                      |                                            |
| 91. Ash-Shams – A Nap                       |                                            |
| 92. Al-Lail – Az éjszaka                    |                                            |
| 93. Ad-Dhuha – A reggeli órák               |                                            |
| 94. Al-Sharh – A kitárás                    |                                            |
| 95. At-Tin – A fügefa                       |                                            |
| 96. Al-'Alaq – A vérrög                     |                                            |
| 97. Al-Qadr – Az elrendelés                 |                                            |
| 100. Al-'Adiyat – A száguldók               |                                            |
| 101. Al-Qari'a – A csapás                   |                                            |
| 102. At-Takathur – A gyarapodás             |                                            |
| 103. Al-'Asr – Az idő                       |                                            |
| 104. Al-Humaza – A rágalmazók               |                                            |
| 105. Al-Fil – Az elefánt                    |                                            |
| 106. Quraish – A Qurays                     |                                            |
| 107. Al-Ma'un – A segítségnyújtás           |                                            |
| 108. Al-Kauthar – A Kawthar                 |                                            |
| 109. Al-Kafirun – A hitetlenek              |                                            |
| 111. Al-Masad – A pálmarost                 |                                            |
| 112. Al-Ikhlas – Az őszinte hit             |                                            |
| 113. Al-Falaq – A reggel                    |                                            |
| 114. An-Nas – Az emberek                    |                                            |

### Stilisztikai jellemzők
A Korán keverten, akár egy szúrán belül is váltakozva tartalmaz elbeszélő, intő-figyelmeztető, és törvény jellegű szövegrészeket, amelyek nem feltétlenül függnek össze egymással.
A Korán szövege műfajilag több stílusba sorolható. Egyes részei rímes, metrikus rendszerben (al Bihar), míg a szövegek többsége, sajátos, ritmikus prózában (saj) íródtak. A Korán a szemantikailag összefüggő részeket gyakran, (de nem mindig) laza rímszerkezettel, önrímekkel vagy asszonáncokkal kapcsolja össze: pl. Al-Fajr szúra kezdete
Wal-fajr,
Wa layâlin `ashr,
Wash-shaf`i wal-watr
Wal-layli 'idhâ yasr,
Hal fî dhâlika qasamun li-dhî hijr.
Néhány szúrában megjelenik a refrén, néhány, (például minden második) ájánként.

## A Korán kialakulása
A muszlimok szerint a Korán Isten által kinyilatkoztatott, és a mai napig romlatlan formában megmaradt szöveg, mindazonáltal a Korán szövegeinek egy kötetbe szerkesztésének folyamatáról fennmaradtak hagyományok.
Az orientalista tudományban számos elmélet fogalmazódott meg a Korán kialakulását illetően.

### A Korán kialakulása az iszlám hagyomány szerint
A síita és szunnita „ortodox” értelmezése szerint a Korán szövege nem időben teremtetett, hanem öröktől fogva létezik. A Korán isteni eredetű az emberiség megváltására elküldve. Nem teremtett valóság, hanem – párhuzamban a bibliai János evangéliumának kezdetén bemutatott Igével – maga az isten. Itt nem testben, hanem a küldött által szólt szavakban, és a követők által megőrzött szóban volt maga a közöttünk lakozó isten. Ez az Iszlám vallás központi tanítása a Kegyes Koránt illetően.

Az iszlám hagyomány úgy tartja, hogy a Korán már komplett egész volt még a Próféta életében, és Oszmán kalifa idején lett összeállítva még a hetedik század vége előtt. További alaptétel, hogy a szöveg változatlan maradt a Prófétának történt kinyilatkozástól napjainkig. Ezzel ellentétben a Korán szövegét tartalmazó első írásos nyom a jeruzsálemi Salamon temploma, majd később Heródes temploma helyén épült Szikladóm falán található. Tartalma Jézus személyét illetően ellentmondásos – értelmezhető mellette tett hitvallásnak, de isteni származása megkérdőjelezéseként is. Ugyanakkor a Szentháromság elutasítására utaló kijelentés valószínűbbé teszi, hogy az utóbbi értelmezés helytálló. Ebben az esetben az idézetről felismerhetjük, hogy szoros kapcsolatban áll azzal az ariánus tanítással, ami két évszázaddal korábban az első ökumenikus zsinatot is összeszólította.
"Ó, Könyv Népe! Ne essetek szélsőségekbe hitvallásotokban és ne mondjatok mást Allahra, csak az Igazat. Mert bizony, Jézus Krisztus, Mária fia, Allah Prófétája, az Ő szava, amit Máriába vetett és lélek Tőle. Higgyetek hát Allahban, az Ő Prófétáiban és ne mondjátok „Háromság.” Ha (ennek) véget vettek, jobb lesz nektek. Allah az Egy Isten és Legyen Ő Magasztos attól, hogy gyermeke legyen. Az Övé minden az Egeken és a Földön van és Allah Elegendő arra, Kire hagyatkozz"
A mutaziliták nevű, szunnita eredetű, de a hellenisztikus és görög filozófiai irányzatokon is alapuló teológiai iskola szerint ez az elképzelés Allah egyetlen voltát vonja kétségbe, hiszen feltételezi, hogy Allah mellett valami más is van, ami öröktől fogva létezik, és ez a dualista álláspont nem összeegyeztethető Allahnak magában a Koránban található tanításaival.
Koránról nem igazolható, hogy egységes szövegtestként létezett volna a 7. század vége előtt.

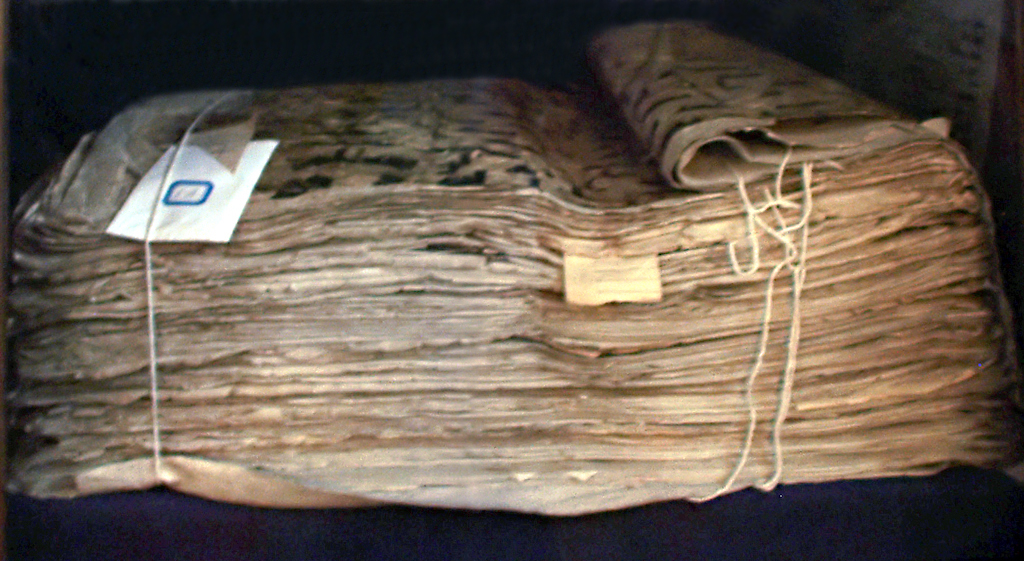
9. századi Korán

Az iszlám hagyomány szerint Mohamed az első, Hira hegyén kapott kinyilatkoztatástól (610) a haláláig (632) tartó 23 éven át folyamatosan, részletekben kapta meg a kinyilatkoztatást Jibrīl (Gábriel) arkangyal közvetítésével. Miután Mohamed sem írni, sem olvasni nem tudott, szóban közölte a kinyilatkoztatásokat tanítványaival, amelyeket társai csontokra, pálmalevelekre jegyeztek le. Más kutatói vélemények szerint a próféta valójában iskolázott és olvasott kereskedő volt, olvasta és ismerte a főbb zsidó és keresztény szent iratokat és tanításokat (a Korán megkülönböztetett figyelemben részesíti a „könyv népeit" – ahl al-kitáb), de nem volt ideje arra, hogy maga írja le Allah tanításait.
A hagyomány szerint a saḥābah, azaz a kortárs tanítványok Mohamed halála után azonnal elkezdték a Korán írásba foglalását. Miután az arab törzsek közötti háborúban, az al-yamamai csatában (633) több mint 700 olyan muszlim halt meg, aki betéve tudta a Korán bizonyos passzusait, így félő volt, hogy emlékezők híján a szöveg egyes részletei végérvényesen elvesznek. `Umar ibn al-Khattāb (Omár), a második kalifa így megbízta Zajd ibn Tábitot, az egyik ṣaḥābiyy-t, azaz Mohamed társát, hogy gyűjtse össze a Próféta tanításait. A következő évtizedek alatt a terjeszkedő iszlám kalifátus sok nem arab nyelvű népet is meghódított, így a Korán kezdett egyre többféle változatban forogni.
Hogy ne lehessen a Korán helyes olvasatát vita tárgyává tenni, a harmadik kalifa, ’Uṯmān ibn ’Affān (644–656) megbízta Zajd ibn Tábitot és további néhány nagy tudású muszlimot a „hivatalos” szövegváltozat kialakításával. Így készült el az etalonnak tekinthető Oszmán-féle kézirat.
A síiták egy része úgy tartja, hogy a kanonikus Korán elkészültekkor a régebbi, más, már leírt változatokat vagy megsemmisítették, vagy ellehetetlenítették. ’Alī ibn 'Abī Ṭālib kalifának, Mohamed próféta vejének is volt egy Korán-változata, amely pont ugyanaz volt, mint a kanonikus, csak kiegészítette a saját kommentárjaival és Ali egyedüli jogos öröklési jogára vonatkozó részeket is tartalmazott. Ezt a változatot viszont Oszmán megsemmisítette. A szunnita kalifák így nem a Korán szövegét hamisították meg, hanem a síiták által az első és egyetlen jogos kalifának, és az első imámnak elismert ’Alī tanításait és magyarázatait "törölték" a Koránból – amitől a Korán maga nem lesz kevesebb és kevésbé teljes.

### Egyéb elméletek a Korán kialakulásáról
- A birminghami egyetem professzora,  David Thomas arra a következtetésre jutott, hogy képtelenség megállapítani, vajon az idők során változtattak-e a szövegen. Így képtelenség állítani, hogy a ma ismert változatok az eredetivel biztosan azonosak lennének. A jemeni és a tübingeni Korán-részletek is inkább arra engednek következtetni, hogy a szövegek már korábban létező történetekből lettek feljegyezve, majd az új vallás beavatott képviselői egységes szerkezetbe foglalták.[9]
- John Wansbrough[10] történész azt fogalmazta meg, hogy a Korán néhány századon át fejlődhetett ki az arab hódítások idején. A zsidó-keresztény írások autentikus tanokként való interpretálása és esetleg létrejött hitviták konklúziójaként alkalmazott finomítások vezethetett a végleges forma kialakulásához.
- Christoph Luxenberg[11] állítása szerint a Korán sokkal érthetőbbé válik nyelvileg, ha annak szír arámi eredetet tulajdonítunk, hiszen az arab szöveg vizsgálatakor gyakran találkozunk azzal a problémával, hogy bizonyos kifejezések vagy mondatok – mint Mekka város nevének esetén – arabból eredeztetve etimológiailag azonosíthatatlanok. Luxenberg arra következtet, hogy a Korán eredeti szövegei szír arámiból kerültek átültetésre az arabra olyan írásokból, melyeket korábbi tanítók jegyeztek fel.

## Korán-másolatok és a Korán fordításai

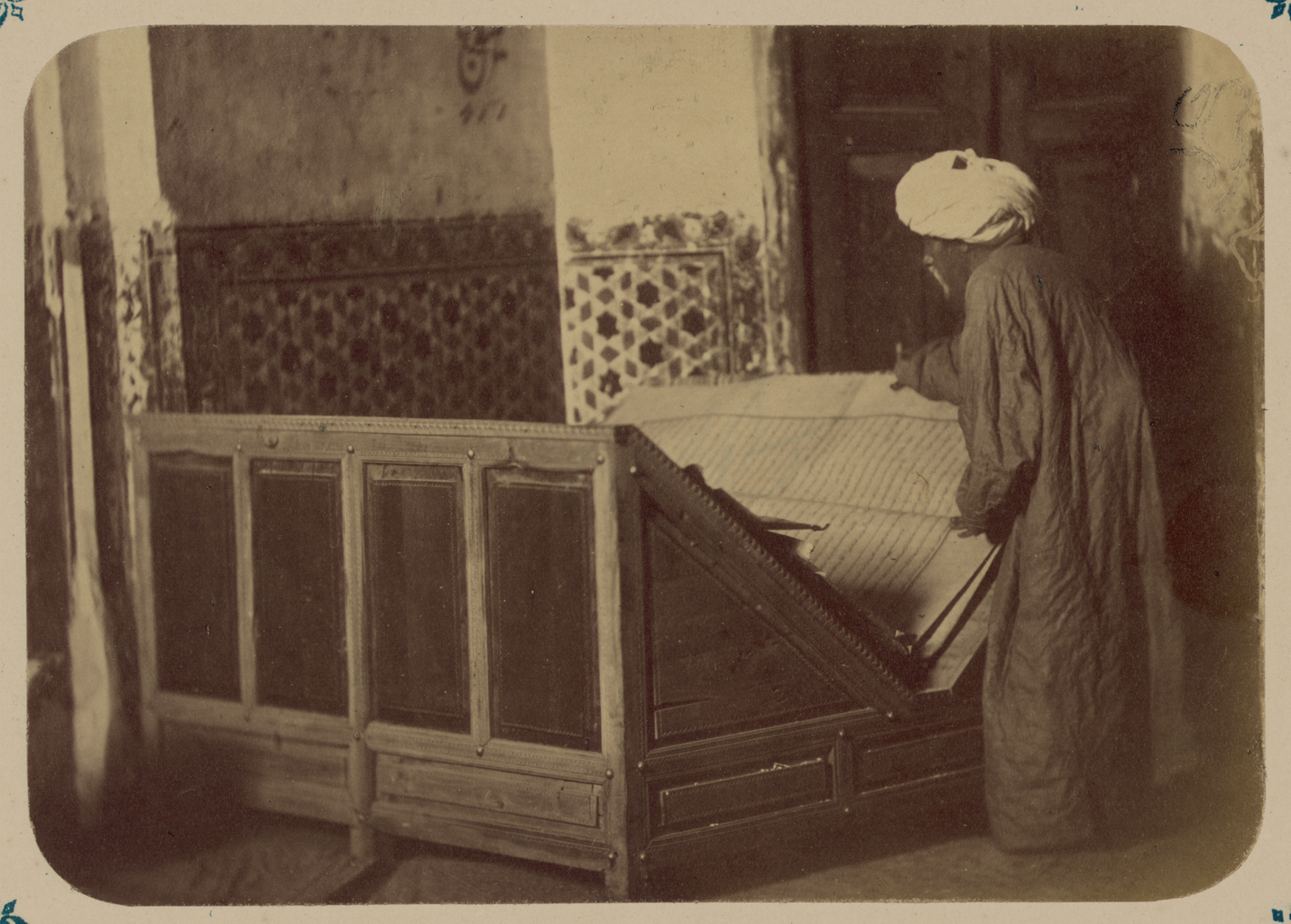
Óriási Koránt olvasó férfi Szamarkandban 1870 körül

A Korán arab nyelven jutott el Mohamedhez, s mind tartalma, mind szavai szentnek számítanak, így hagyományosan tilos volt más nyelvre lefordítani. Érdekes, hogy a szent könyv szókincse is jórészt tiszta arab eredetű, de éppen a vallási élet fogalmait jelölő szavak egy része jövevényszó, többnyire a héber vagy a szír nyelvből (például injil (indzsíl) -„evangélium”, tawrat (taurát) – „Tóra”, Ṣalāt (szalát) – „ima”).
- Jemenben 1972-ben, Szanaa városának nagymecsetében fedezték fel a Szanaai kézirat néven ismert leleteket. Az iratok vizsgálata során megállapították, hogy a számos szövegnyom legalább 38 Korán-részletet tartalmaz, és többféle eltérést mutat a mostani Koránhoz képest: más szavak, más szórendek szerepelnek benne és csupán 70%-ban egyezik a mai Koránnal. Ezek az írások magukban is két eltérő Korán-maradványt tartalmaznak. Így a jemeni Korán meggyőző bizonyítéka annak, hogy a Korán nem nyerte el végső formáját a hetedik században, hanem számos szövegjavításon és módosításon ment keresztül, amelyek rutinszerűen bekövetkeznek, amikor a pergamenre rögzített kéziratokat másolják, illetve átírják. Feltételezhető tehát, hogy Mohamed már létező kulturális és vallási motívumokat használt fel. Látomásaiban összeolvasztotta a korábban meglévő arábiai pogány szokásokat több más, már hosszabb ideje létező hittel, és így hozott létre egy új vallást.
- A németországi Tübingen egyetemén talált Korán-kéziratot  kúfi írással  írták. C14 vizsgálata kimutatta, hogy keletkezése kis ráhagyással a 649-675 évekre tehető. A tübingeni Koránban is nyilvánvaló eltérések olvashatók, ami világossá teszi, hogy a szöveg az idők során változtatásokon ment keresztül.
- A tizenkilencedik században Jean-Louis Asselin de Cherville(wd) orientalista által Kairóban beszerzett Korán kéziratok halála után a Birminghami Egyetemre kerültek. Egy 2015-ben elvégzett c14 vizsgálat a szövegek korát 95% pontossággal Mohamed idejére, vagy születése előtti időre valószínűsítette.[14]

A muszlimok szerte a világon máig is arabul recitálják a Korán szúráit, még ha nem értik is egyébként az arab nyelvet. Készültek ugyan fordítások, ezeket azonban csak értelmezéseknek tekintik, amelyek segítenek az eredeti szöveg megértésében.
Az első, nem teljes fordítást Salman al-Farsi, Mohamed egyik kortársa készítette még a 7. században, fárszi nyelvre, a teljes perzsa Korán-fordítás a 9. században készült el a Számánidák részére.
Az első európai nyelv, amelyre a teljes Korán lefordításra került a latin volt. 1143-ban Robertus Ketenensis (Robert of Ketton) angol szerzetes adta ki Lex Mahumet pseudoprophete, azaz "Mohamed, a hamis próféta törvényei" címen.
Később több európai nyelvre is lefordították a muszlimok szent könyvét: franciára (A. du Ryer, 1647), angolra (G. Sale, 1734).
Az első – arab nyelvű – nyomtatott Koránt Pagninus Brixiensis adta ki 1530-ban Rómában, az első kritikai Korán-kiadás pedig a gyakran újranyomott Gustav Flügel-féle változat volt (1834).
A Koránt először a 19. század közepén fordították le magyar nyelvre. Ezt ismerjük "Kassai Korán" néven. 1947-ben jelent meg Hollósi Somogyi József töredékes fordítása. A ma leginkább elterjedt fordítások a 80-as évek végén születtek. Ezek Simon Róbert és Mihálffy Balázs művei. Azóta több töredékes fordítás is ismert. Az Iszlám Egyház fordítóirodája 2010-re ígéri az verziójuk megjelentetését, amiből eddig két kisebb kötet látott napvilágot.
2010-ben két újabb fordítás került az olvasóközönség kezébe. Az előbbi Serdián Miklós, az utóbbi Kiss Zsuzsanna munkája.